# 罗兰·科赫

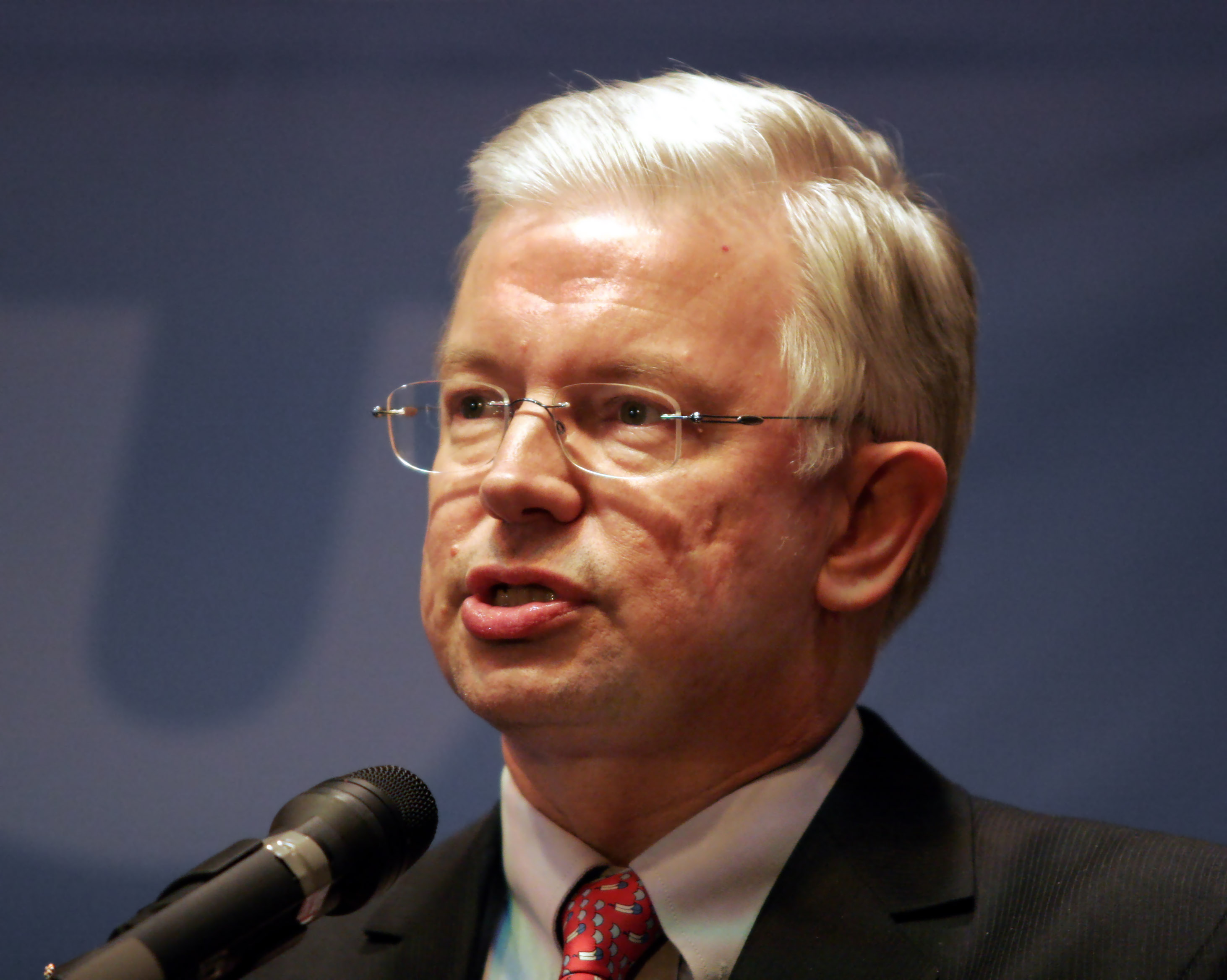
罗兰·科赫 (2008年)

罗兰·科赫（Roland Koch，1958年3月24日—），德国政治人物。1999年4月至2010年8月任黑森州州长一职，他是德国基督教民主联盟（CDU）党内的重要人物，曾担任党的副主席。

## 生平
罗兰·科赫生于黑森州的法兰克福市，